# Sulcus paracentros
De sulcus paracentros is een hersengroeve in het mediale oppervlak van de frontale kwab van de grote hersenen. Deze groeve scheidt de voorgelegen gyrus frontalis medialis van de achtergelegen lobulus paracentros.